# Ring of Fire
Pour les articles homonymes, voir Ring of Fire (homonymie).
Ring of Fire est une chanson country popularisée par Johnny Cash et coécrite par June Carter (la femme de Johnny Cash) et Merle Kilgore (en). Le titre apparait pour la première fois sur l'album compilation de Cash Ring of Fire: The Best of Johnny Cash (en) (1963). Cependant une version antérieure est sortie en 1962, interprétée et écrite par Anita Carter.
La chanson est enregistrée le 25 mars 1963 et devient l'un des plus grands hits de sa carrière, restant dans les charts pendant sept semaines.

## Développement
Certaines sources affirment que Carter avait vu la phrase « Love is like a burning ring of fire » soulignée dans un livre de poésie élisabéthaine appartenant à son oncle A. P. Carter,. Elle a travaillé avec Kilgore pour écrire une chanson inspirée par cette phrase, comme elle avait vu son oncle le faire dans le passé. Elle avait écrit : « There is no way to be in that kind of hell, no way to extinguish a flame that burns, burns, burns » (« Il n'y a pas moyen de vivre un tel enfer, pas moyen d'éteindre une flamme qui brûle, brûle, brûle... »).
La chanson est enregistrée à l'origine par la sœur de June, Anita Carter, sur son album Folk Songs Old and New sorti en 1963 au label Mercury Records, sous le titre (Love's) Ring of Fire. Mercury sort la version d'Anita en tant que single et est présentée comme un pick hit (succès ponctuel) dans le magazine Billboard. Après avoir entendu la version d'Anita, Cash prétendit avoir rêvé qu'il entendait la chanson accompagnée de « cors mexicains ». Le son des cuivres de mariachis avait récemment été popularisé à la radio américaine par la chanson The Lonely Bull de Herb Alpert, qui a connu un grand succès en 1962. Cash déclare : « [...] Je vous donne encore cinq ou six mois, et si vous ne réussissez pas, je l'enregistrerai comme je le sens ». Cash note que l'ajout de trompettes était un changement par rapport à son style musical de base.
La chanson n'étant pas devenue un grand succès pour Anita, Cash l'a enregistrée à sa façon, en y ajoutant les cuivres de style mariachi dont il rêvait. Ce son a été utilisé plus tard dans la chanson It Ain't Me Babe, qui a été enregistrée à peu près à la même époque. Mère Maybelle et les sœurs Carter figurent en bonne place dans l'enregistrement de Cash, où elles chantent en harmonie. Cash a modifié quelques phrases originales dans la version de la chanson d'Anita Carter. Rosanne, la fille de Cash, a déclaré : « La chanson parle du pouvoir de transformation de l'amour et c'est ce qu'elle a toujours signifié pour moi et c'est ce qu'elle signifiera toujours pour les enfants Cash ».
En 2004, Merle Kilgore, qui partage le crédit d'écriture de la chanson avec June Carter, propose d'accorder une licence à la chanson pour une publicité de crème contre les hémorroïdes. Lorsqu'il interprétait la chanson en direct, Kilgore la dédicaçait souvent aux « fabricants de Préparation H ». Cependant, les héritiers de June n'étaient pas du même avis et ont refusé que la chanson soit utilisée pour la publicité.

## Reprises
- Anita Carter - Ring of Fire originale de 1962 ;
- Eric Burdon and The Animals sur l'album Love Is en 1968 ;
- Ray Charles pour le The Johnny Cash Show (en) (février 1970).
- Blondie l'a enregistrée en spectacle en 1980 pour la bande sonore du film Roadie puis l'a incluse sur la compilation Blonde and Beyond (1994) ;
- Wall of Voodoo en 1982 ;
- Dwight Yoakam sur son premier album Guitars, Cadillacs, Etc., Etc. (1986) ;
- Social Distortion en 1990[8] ;
- Frank Zappa sur l'album The Best Band You Never Heard in Your Life (1991) sur le disque 1 ;
- Discoballs, groupe de ska, sur son album DiscoVery Channel en 2008 ;
- Roch Voisine sur l'album Americana (en) (2008) ;
- The Jolly Boys dans une version mento en 2010[9] ;
- DragonForce sur l'album Maximum Overload en 2014.
- Home Free dans une version a capella en 2014, avec Avi Kaplan (ancien membre de Pentatonix)

## Dans la culture
Sauf indication contraire, les informations mentionnées dans cette section peuvent être confirmées par le générique de fin de l'œuvre audiovisuelle présentée ici, ainsi que par la base de données cinématographiques IMDb,  présente dans la section « Liens externes ».
Depuis 2004, les Flames de Calgary de la Ligue nationale de hockey (LNH) utilisent la chanson comme musique de célébration après chaque victoire à domicile.
La chanson est entendue brièvement dans le film Silent Hill, sorti en 2006, (musiques additionnelles). Elle fait aussi partie des musiques additionnelles du film Les Reines du ring. La chanson est également utilisée dans les jeux vidéo Fallout.